# Ein starkes Team: Schulzeit
Schulzeit ist ein deutscher Fernsehfilm von Martin Kinkel aus dem Jahr 2022. Es handelt sich um die 90. Folge der Krimiserie Ein starkes Team mit Florian Martens und Stefanie Stappenbeck in den Hauptrollen. Es ist der sechsundzwanzigste Einsatz von Linett Wachow an der Seite von Otto Garber. Die Erstausstrahlung der Episode erfolgte am 12. November 2022 im ZDF.

## Handlung
Linett Wachow ermittelt in einem persönlichen Fall. Während eines Livestreams, den sie sich im Berliner Polizeipräsidium ansieht, müssen sie und ihr Kollege Otto Garber mitansehen, wie ihre ehemalige Klassenkameradin Nadia Weihenheim am Abend eines Klassentreffens ermordet wird. Weihenheim wollte live, zur Einstimmung auf das Klassentreffen, die fünfundzwanzig Jahre zuvor im Stadtpark vergrabenen Zeitkapseln der damaligen Abiturienten wieder ausgraben, als sie von einem Unbekannten erschlagen wird, der die Kapsel an sich nimmt und verschwindet. Wachow, die eigentlich nicht an dem Klassentreffen teilnehmen wollte, ist nun doch gezwungen, sich ihrer eigenen Vergangenheit zu stellen. Die Feier findet im Haus von Nadia Weihenheim statt und alle Anwesenden hatten ebenfalls das Geschehen mitverfolgen können. Der erste Verdacht fällt auf Juna Weihenheim, die Stieftochter der Getöteten. Sie gibt offen zu, ihre Stiefmutter gehasst zu haben. Ihr Freund hätte für sie die Tat begehen können, denn anhand der Liveübertragung ist ersichtlich, dass der Täter männlich war.
Im Zuge der Ermittlungen verdichten sich jedoch die Hinweise, dass die aktuelle Tat mit dem Schicksal von Ulrike Zehner zu tun hat, Weihenheims Klassenkameradin, die vor fünfundzwanzig Jahren aus dem Fenster stürzte und seitdem im Koma liegt. Somit konzentrieren sich Wachow und Garber auf die Klärung der damaligen Vorgänge. Der Sturz ereignete sich am Abend ihrer Abitur-Abschlussfeier und mittlerweile geraten Wachows ehemaliger Schulfreund Hendrik Hübner und dessen Ehefrau Anh in den Focus. Anh war damals die besten Freundin von Nadia Weihenheim, und beide haben Ulrike Zehner, die stets eine Außenseiterin war, gemobbt. Wachow und Garber befragen deren Vater, der von den damaligen Demütigungen seiner Tochter durch ihre Klassenkameraden angeblich nichts mitbekommen hatte. Dabei stellt sich aber heraus, dass das Verhältnis von Anh und Nadia keineswegs mehr freundschaftlich war, was Hendrik Hübner bei einer Unterredung mit Wachow bereits angedeutet hatte. Weihenheim wollte sich mit allen Mitteln in ihre recht gut laufende Firma drängen.
Nachdem Wachow herausfindet, dass Ulrike damals aus Rache die Beziehung zwischen Anh und Hendrik zerstören wollte, indem sie sich sexuell mit Hendrik einließ, gerät der unter Mordverdacht. Offensichtlich war er auch zur Tatzeit nicht im Haus von Nadia Weihenheim, wie er ausgesagt hatte. Als die Ermittler ihn festnehmen wollen, ist Hendrik gerade bei seinem ehemaligen Mitschüler Matthias Lindemann, der aufgrund der aktuellen Ereignisse ebenfalls hinter Hendriks Geheimnis gekommen war und ihn zu sich gerufen hat. All die Jahre hatten er und seine Klassenkameraden angenommen, dass Ulrike aus dem Fenster gesprungen sei, doch nun erfährt er von Hendrik, dass er sie gestoßen hatte, weil sie Anh von ihrem Quickie erzählen wollte. Aus Angst, Anh zu verlieren, hätte er Ulrike zum Schweigen gebracht. Durch Nadias Vorhaben, die Zeitkapseln, in denen jeder seine kleinen Geheimnisse hatte notieren sollen, zu heben, musste er befürchten, dass seine Tat von damals nun doch a die Öffentlichkeit geraten würde. Wachows rechtzeitiges Eintreffen verhindert, dass Hendrik den unbequemen Mitwisser Matthias Lindemann ebenfalls umbringt.
Nachdem die Vergangenheit aufgearbeitet worden ist, kann auch Ulrikes Vater endlich loslassen und lässt die lebenserhaltenden Maßnahmen seiner Tochter einstellen.

## Nebenhandlung
Sputnik muss sich gegen einen neuen Kantinenbetreiber durchsetzen, der ihm seine Tätigkeit im Kommissariat unterbinden will. In seiner Not versucht sich Sputnik mit einer Petition gegen seine „Vertreibung“ zu wehren und kettet sich sogar vor dem Treppenaufgang an, um auf seine Situation aufmerksam zu machen. Garber unterstützt ihn, indem er ihm eine Beschäftigung zukommen lässt, die beweist, wie unverzichtbar er für ihre Arbeit ist. Polizeichef Reddemann bietet Sputnik letztendlich die Stelle eines Praktikanten an, die dieser dankbar annimmt.

## Produktionsnotizen
Die Dreharbeiten für Schulzeit erstreckten sich unter den vorgegebenen Corona-Arbeitsschutzauflagen vom 15. Oktober 2021 bis zum 15. November 2021 und fanden in Berlin und Umgebung statt.
In der ZDF Mediathek wurde der Film ab dem 5. November 2022 vorab zur Verfügung gestellt. Die Erstausstrahlung erfolgte am 12. November 2022 im ZDF.

## Rezeption

### Einschaltquoten
Bei der Erstausstrahlung von Ein starkes Team: Schulzeit am 12. November 2022 verfolgten in Deutschland insgesamt 7,16 Millionen Zuschauer die Filmhandlung, was einem Marktanteil von 26,7 Prozent für das Zweite Deutschen Fernsehen entsprach. In der als Hauptzielgruppe für Fernsehwerbung deklarierten Altersgruppe von 14–49 Jahren erreichte Schulzeit 0,57 Millionen Zuschauer und damit einen Marktanteil von 9,6 Prozent in dieser Altersgruppe.

## Kritiken
Rainer Tittelbach von Tittelbach.tv nannte die Episode „Ein Highlight des Dauerbrenners,“ der aufgrund der „Konstellation“ dafür sorge, dass der Film „mehr als sehenswert ist, zumal sich Martin Kinkels Umsetzung auf dem gleichen Niveau wie Timo Berndts Drehbuch bewegt; Bild- und Lichtgestaltung sind von besonderer Qualität.“
Oliver Armknecht von film-rezensionen.de meinte: „Leider ist die Zeitreise in mehrfacher Hinsicht unglaublicher Schwachsinn, gerade im Hinblick auf die sich willkürlich verhaltenden Figuren und die Konstruktion von Motiven.“ „Grundsätzlich folgt der Film zwar schon den Gesetzen eines Whodunit-Krimis, wenn die Spurensuche in die verschiedensten Richtungen führt,“ doch gäbe es zu viele „Diskrepanzen,“ die nicht geklärt würden und „irritiert mit völlig konstruierten Einfällen, die zum Teil derart absurd ist, als hätte der Film eine Parodie sein sollen. Von der Auflösung ganz zu schweigen.“
Tilmann P. Gangloff schrieb für die Frankfurter Rundschau: „Anders als bei einigen früheren Beiträgen Martin Kinkels […] entspricht diesmal auch die Umsetzung der hohen Qualität des Drehbuchs, dem es sogar gelingt, das Revierfaktotum Sputnik (Jaecki Schwarz) berührend und schlüssig in die Handlung zu integrieren. Die Kamera ist fast immer in sanfter Bewegung, was auch den vielen Dialogszenen eine kaum merkliche Dynamik verleiht.“ Fazit: Insgesamt „besonders sehenswert.“
Cinema wertete: Ein „knifflige[r] Kriminalfall mit vielen Verdächtigen und möglichen Motiven unterschiedlicher Art. Wobei sich die letztendliche Auflösung leider nicht als die stärkste oder plausibelste der möglichen Fährten entpuppt.“